# Adlullia postnigra
Adlullia postnigra är en fjärilsart som beskrevs av Swinhoe 1903. Adlullia postnigra ingår i släktet Adlullia och familjen tofsspinnare. Inga underarter finns listade i Catalogue of Life.